# Iguaí
Iguaí là một đô thị thuộc bang Bahia, Brasil. Đô thị này có diện tích 833,333 km², dân số năm 2007 là 26984 người, mật độ 32,38 người/km².